# Danh sách người Châu Á đoạt giải Nobel
Giải thưởng Nobel, hay Giải Nobel Thụy Điển, số ít: Nobelpriset, Na Uy: Nobelprisen), là một tập các giải thưởng quốc tế được tổ chức trao thưởng hằng năm kể từ năm 1901 cho những cá nhân đạt thành tựu trong lĩnh vực vật lý, hoá học, y học, văn học, kinh tế và hòa bình; đặc biệt là giải hoà bình có thể được trao cho tổ chức hay cho cá nhân. Vào năm 1969, Ngân hàng Thụy Điển đưa thêm vào một giải về lĩnh vực khoa học kinh tế, theo di chúc của nhà phát minh người Thụy Điển Alfred Nobel năm 1895. Các giải thưởng Nobel và giải thưởng về Khoa học được trao tặng hơn 881 người..
Người châu Á đã nhận được tất cả 6 loại giải thưởng Nobel: giải Nobel Hòa bình, giải Nobel Vật lý, giải Nobel Sinh lý học hoặc Y học, giải Nobel Văn học, giải Nobel Hóa học và giải Nobel Kinh tế. Người Châu Á đầu tiên là Rabindranath Tagore, đã được trao giải Văn học năm 1913. Năm mà nhiều giải thưởng Nobel được trao cho nhiều người Á Châu nhất là vào năm 2014, khi 5 người châu Á trở thành những người chiến thắng giải Nobel. Gần đây nhất là quý ông người Nhật Bản Honjo Tasuku đã được trao giải thưởng Nobel về sinh lý học và y khoa của ông vào năm 2016.
Cho đến nay, đã có 70 người châu Á đạt giải Nobel, bao gồm 27 người Nhật Bản, 1 người Việt Nam, 12 người Israel và 12 người Trung Hoa bao gồm Đài Loan, Trung Quốc, Hồng Kông và người Mỹ gốc Hoa. Trong danh sách này không bao gồm người Nga.

## Giải Nobel Vật lý
| Năm  | Chân dung         | Tên người đạt giải           | Quốc gia            | Lĩnh vực   | Chú thích                                                                         |
| ---- | ----------------- | ---------------------------- | ------------------- | ---------- | --------------------------------------------------------------------------------- |
| 1930 |                   | Chandrasekhara Venkata Raman | Raj thuộc Anh       | Vật lý học | Người Châu Á đầu tiên và cũng là dân Ấn Độ đầu tiên đạt Giải Nobel trong Khoa Học |
| 1949 |                   | Yukawa Hideki                | Nhật Bản            | Vật lý học | Nhà khoa học Nhật Bản đầu tiên đoạt giải Nobel                                    |
| 1957 |                   | Dương Chấn Ninh              | Trung Hoa Dân Quốc  | Vật lý học | Nhà khoa học Trung Quốc đầu tiên đoạt giải Nobel                                  |
| 1957 |                   | Lý Chính Đạo                 | Trung Hoa Dân Quốc  | Vật lý học | Nhà khoa học Trung Quốc đầu tiên đoạt giải Nobel                                  |
| 1965 |                   | Tomonaga Shinichirō          | Nhật Bản            | Vật lý học |                                                                                   |
| 1973 |                   | Esaki Reona                  | Nhật Bản            | Vật lý học |                                                                                   |
| 1979 |                   | Abdus Salam                  | Pakistan            | Vật Lý Học | Người Pakistan đầu tiên đạt giải Nobel                                            |
| 1983 |                   | Subrahmanyan Chandrasekhar   | Hoa Kỳ,             | Vật lý học | Sinh tại Ấn Độ                                                                    |
| 1998 |                   | Thôi Kì                      | Hoa Kỳ              | Vật lý học | Sinh tại Trung Quốc                                                               |
| 2002 |                   | Koshiba Masatoshi            | Nhật Bản            | Vật lý học |                                                                                   |
| 2008 |                   | Nambu Yoichiro               | Hoa Kỳ              | Vật lý học | Sinh tại Nhật Bản                                                                 |
| 2008 |                   | Kobayashi Makoto             | Nhật Bản            | Vật lý học |                                                                                   |
| 2008 |                   | Maskawa Toshihide            | Nhật Bản            | Vật lý học |                                                                                   |
| 2009 |                   | Charles K. Kao               | Anh Quốc và Hoa Kỳ, | Vật lý học | Công dân Hồng Kông đầu tiên đoạt giải Nobel                                       |
| 2014 |                   | Akasaki Isamu                | Nhật Bản            | Vật lý học |                                                                                   |
| 2014 |                   | Amano Hiroshi                | Nhật Bản            | Vật lý học |                                                                                   |
| 2014 | Tập tin:Shiju.jpg | Nakamura Shuji               | Hoa Kỳ              | Vật lý học | Sinh tại Nhật Bản                                                                 |
| 2015 |                   | Kajita Takaaki               | Nhật Bản            | Vật lý học |                                                                                   |

## Giải Nobel Hóa học
| Năm  | Chân dung                   | Tên người đạt giải       | Quốc gia               | Lĩnh vực | Chú thích                                                                |
| ---- | --------------------------- | ------------------------ | ---------------------- | -------- | ------------------------------------------------------------------------ |
| 1981 |                             | Kenichi Fukui            | Nhật Bản               | Hóa học  | Người Châu Á đầu tiên và người Nhật Bản đầu tiên đoạt giải Nobel Hóa học |
| 1986 | Tập tin:Yuan T. Lee 1-1.jpg | Lý Viễn Triết            | Đài Loan Hoa Kỳ        | Hóa học  | Người Đài Loan đầu tiên đoạt giải Nobel                                  |
| 2000 |                             | Shirakawa Hideki         | Nhật Bản               | Hóa học  |                                                                          |
| 2001 |                             | Noyori Ryōji             | Nhật Bản               | Hóa học  |                                                                          |
| 2002 |                             | Tanaka Koichi            | Nhật Bản               | Hóa học  |                                                                          |
| 2004 |                             | Aaron Ciechanover        | Israel                 | Hóa học  | Người Israel đầu tiên đoạt giải Nobel Hóa học                            |
| 2004 |                             | Avram Hershko            | Israel                 | Hóa học  |                                                                          |
| 2008 |                             | Shimomura Osamu          | Nhật Bản               | Hóa học  |                                                                          |
| 2009 |                             | Venkatraman Ramakrishnan | Anh Quốc Hoa Kỳ        | Hóa học  | Sinh tại Ấn Độ                                                           |
| 2009 |                             | Ada Yonath               | Israel                 | Hóa học  | Người phụ nữ châu Á đầu tiên đoạt giải Nobel Hóa Học                     |
| 2010 |                             | Negishi Eiichi           | Nhật Bản               | Hóa học  |                                                                          |
| 2010 |                             | Suzuki Akira             | Nhật Bản               | Hóa học  |                                                                          |
| 2011 |                             | Dan Shechtman            | Israel                 | Hóa học  |                                                                          |
| 2013 |                             | Arieh Warshel            | Israel Hoa Kỳ          | Hóa học  |                                                                          |
| 2013 |                             | Michael Levitt           | Israel Anh Quốc Hoa Kỳ | Hóa học  |                                                                          |
| 2015 |                             | Aziz Sancar              | Thổ Nhĩ Kỳ Hoa Kỳ      | Hóa học  | Người Thổ Nhĩ Kỳ đầu tiên đạt giải Nobel trong khoa học                  |

## Giải Nobel Sinh lý học và Y khoa
| Năm  | Chân dung | Tên người đạt giải | Quốc gia   | Lĩnh vực     | Chú thích                                                                              |
| ---- | --------- | ------------------ | ---------- | ------------ | -------------------------------------------------------------------------------------- |
| 1968 |           | Har Gobind Khorana | Hoa Kỳ     | Sinh lý y tế | Sinh viên châu Á sinh ra ở Ấn Độ đầu tiên được giải Nobel Sinh lý Y học                |
| 1987 |           | Tonegawa Susumu    | Nhật Bản   | Sinh lý y tế | Người Nhật Bản đầu tiên và cũng là người Châu Á đầu tiên đoạt giải Nobel Y học sinh lý |
| 2012 |           | Yamanaka Shinya    | Nhật Bản   | Sinh lý y tế |                                                                                        |
| 2015 |           | Ōmura Satoshi      | Nhật Bản   | Sinh lý y tế |                                                                                        |
| 2015 |           | Đồ U U             | Trung Quốc | Sinh lý y tế | Người phụ nữ Trung Quốc đầu tiên đoạt giải Nobel                                       |
| 2016 |           | Ōsumi Yoshinori    | Nhật Bản   | Sinh lý y tế |                                                                                        |
| 2018 |           | Honjo Tasuku       | Nhật Bản   | Sinh lý y tế |                                                                                        |

## Giải Nobel Văn học
| Năm  | Chân dung | Tên người đạt giải  | Quốc gia        | Thể loại | Chú thích                                                       |
| ---- | --------- | ------------------- | --------------- | -------- | --------------------------------------------------------------- |
| 1913 |           | Rabindranath Tagore | Raj thuộc Anh   | Văn học  | Người châu Á và là người Ấn Độ đầu tiên đoạt giải Nobel Văn Học |
| 1966 |           | Shmuel Yosef Agnon  | Israel          | Văn học  | Giải Nobel đầu tiên của người Israel                            |
| 1968 |           | Kawabata Yasunari   | Nhật Bản        | Văn học  | Người Nhật Bản đầu tiên đoạt giải Nobel Văn Học                 |
| 1994 |           | Kenzaburo Ōe        | Nhật Bản        | Văn học  |                                                                 |
| 2000 |           | Cao Hành Kiện       | Pháp Trung Quốc | Văn học  | Sinh ở Trung Quốc                                               |
| 2006 |           | Orhan Pamuk         | Thổ Nhĩ Kỳ      | Văn học  | Giải Nobel đầu tiên của người Thổ Nhĩ Kỳ                        |
| 2012 |           | Mạc Ngôn            | Trung Quốc      | Văn học  |                                                                 |
| 2017 |           | Kazuo Ishiguro      | Anh             | Văn học  | Sinh ở Nhật Bản                                                 |

## Giải Nobel Hòa bình
| Năm  | Chân dung | Tên người đạt giải         | Quốc gia   | Thể loại | Chú thích                                                                            |
| ---- | --------- | -------------------------- | ---------- | -------- | ------------------------------------------------------------------------------------ |
| 1973 |           | Lê Đức Thọ                 | Việt Nam   | Hòa bình | Người Việt Nam và người Châu Á đầu tiên đoạt giải Nobel Hòa bình (Từ chối nhận giải) |
| 1974 |           | Satō Eisaku                | Nhật Bản   | Hòa bình | Người Nhật Bản đầu tiên đoạt giải Nobel Hòa bình                                     |
| 1978 |           | Menachem Begin             | Israel     | Hòa bình | Người Israel đầu tiên đoạt giải Nobel Hòa bình                                       |
| 1979 |           | Mẹ Têrêsa                  | Ấn Độ      | Hòa bình | Người phụ nữ Châu Á đầu tiên đoạt giải Nobel                                         |
| 1988 |           | Tenzin Gyatso              | Ấn Độ      | Hòa bình | Người Tây Tạng đầu tiên đoạt giải Nobel                                              |
| 1991 |           | Aung San Suu Kyi           | Miến Điện  | Hòa bình | Người Miến Điện đầu tiên đoạt giải Nobel                                             |
| 1994 |           | Yasser Arafat              | Palestine  | Hòa bình | Người Palestine Ả Rập đầu tiên đoạt giải Nobel                                       |
| 1994 |           | Shimon Peres               | Israel     | Hòa bình |                                                                                      |
| 1994 |           | Yitzhak Rabin              | Israel     | Hòa bình |                                                                                      |
| 1996 |           | Carlos Filipe Ximenes Belo | Đông Timor | Hòa bình | Người Đông Timor đầu tiên đoạt giải Nobel                                            |
| 1996 |           | José Ramos-Horta           | Đông Timor | Hòa bình | Người Đông Timor đầu tiên đoạt giải Nobel                                            |
| 2000 |           | Kim Dae-jung               | Hàn Quốc   | Hòa bình | Người Hàn Quốc đầu tiên đoạt giải Nobel                                              |
| 2003 |           | Shirin Ebadi               | Iran       | Hòa bình | Người Iran đầu tiên đoạt giải Nobel                                                  |
| 2006 |           | Muhammad Yunus             | Bangladesh | Hòa bình | Người Bangladesh đầu tiên đoạt giải Nobel                                            |
| 2010 |           | Lưu Hiểu Ba                | Trung Quốc | Hòa bình | Người Châu Á đầu tiên đoạt giải Nobel khi đang ở tù                                  |
| 2011 |           | Tawakkul Karman            | Yemen      | Hòa bình | Phụ nữ Ả rập đầu tiên và cô gái Yemen đầu tiên đoạt giải Nobel                       |
| 2014 |           | Kailash Satyarthi          | Ấn Độ      | Hòa bình | Người Ấn Độ đầu tiên đoạt giải Nobel Hòa bình                                        |
| 2014 |           | Malala Yousafzai           | Pakistan   | Hòa bình | Phụ nữ Pakistan đầu tiên và người trẻ tuổi nhất đoạt giải Nobel                      |
| 2018 |           | Nadia Murad                | Iraq       | Hòa bình | Phụ nữ Iraq đầu tiên đoạt giải Nobel                                                 |

## Giải Nobel Kinh tế
| Năm  | Chân dung | Tên người đạt giải | Quốc gia      | Thể loại | Chú thích                                                                     |
| ---- | --------- | ------------------ | ------------- | -------- | ----------------------------------------------------------------------------- |
| 1998 |           | Amartya Sen        | Ấn Độ         | Kinh tế  | Người Châu Á đầu tiên và cũng là người Ấn Độ đầu tiên đoạt giải Nobel Kinh Tế |
| 2002 |           | Daniel Kahneman    | Israel Mỹ     | Kinh tế  | Người Israel đầu tiên đoạt giải Nobel Kinh Tế                                 |
| 2005 |           | Robert Aumann      | Israel Hoa Kỳ | Kinh tế  |                                                                               |

## Các danh sách giải Nobel khác
- Danh sách người đoạt giải Nobel Vật lý
- Danh sách người đoạt giải Nobel Hóa học
- Danh sách người đoạt giải Nobel Sinh lý học và Y khoa
- Danh sách người đoạt giải Nobel Văn học
- Danh sách người đoạt giải Nobel Hòa bình
- Danh sách người đoạt giải Nobel Kinh tế
- Danh sách người da đen đoạt giải Nobel
- Danh sách người Hồi Giáo đoạt giải Nobel
- Danh sách người Kitô giáo đoạt giải Nobel
- Danh sách người Do Thái đoạt giải Nobel
- Danh sách phụ nữ đoạt giải Nobel